# Max Dietlein
Max Dietlein (* 27. Mai 1884 in Leuterschach bei Füssen im Allgäu; † 11. Juli 1964 in Füssen im Allgäu) war ein deutscher Chirurg.

## Leben und Wirken
Max Dietlein war der Sohn des Dorfschullehrers Josef Dietlein in Leuterschach. Nach dem Studium der Medizin in München und der Fachausbildung bei Max Madlener in Kempten (Allgäu) absolvierte er die einjährige Militärzeit in München. Im Jahre 1913 wurde Dietlein bei Ottmar von Angerer an der Universität München promoviert. Im gleichen Jahr trat er die Stelle als Privatassistent von Bernhard Bardenheuer (Bürgerhospital) und des Hausarztes im „Klösterchen“ Severinstraße 77 in Köln an. Zusätzlich war er 1914 bis 1918 Stabsarzt im Garnisonslazarett in der Karthäusergasse. Nach der Umstrukturierung des Krankenhauses vom Belegarztsystem zum Krankenhaus mit Fachabteilungen von 1923 bis 1963 war Dietlein der erste Chefarzt im nunmehr so genannten „Krankenhaus der Augustinerinnen“ als Facharzt für Chirurgie und Arzt für Frauenkrankheiten.
1923 heiratete Dietlein Hedwig Rust, Tochter des Generalstaatsanwaltes Otto Rust, mit der er sechs Kinder großzog, darunter den späteren Verfassungsrichter Max Josef Dietlein. Dietleins Ehefrau war Jahrzehnte die erste Vorsitzende des Katholischen Deutschen Frauenbundes in Köln. Für ihr Engagement wurde sie mit der päpstlichen Kreuzmedaille Pro Ecclesia et Pontifice ausgezeichnet.
Der von Pirlet errichtete Neubau Jakobstraße 27, an dessen Planung Dietlein maßgeblich beteiligt war, konnte 1932 bezogen werden und galt damals als das modernste Krankenhaus in Deutschland.
Besonders gewürdigt wurde sein Einsatz während des Bombenangriffs auf Köln in der Nacht vom 29. auf den 30. Juni 1943 und bei der Eindämmung der Flecktyphusepidemie im Winter des Jahres 1944/45.
Nach Kriegsende war Dietlein außerdem als Sachkundiger Bürger Mitglied des Gesundheitsausschusses des Rates der Stadt Köln. Dietlein war über 30 Jahre Leiter der Krankenpflegeschule am Krankenhaus der Augustinerinnen in Köln.
Anekdotisch berichtet wird, dass der wegen seiner Bodenständigkeit beliebte Chirurg im Kölner Severinsviertel den Spitznamen „Vringsdökterchen“ erhalten habe.
Als Dietlein am 1. Januar 1963 genau 50 Jahre nach seinem Eintreten in den Dienst des Krankenhauses der Augustinerinnen in den Ruhestand ging, hatte er annähernd 40.000 Operationen zu verbuchen. Dietlein erregte Mitte der 1920er Jahre, als noch kaum jemand die Möglichkeit der modernen Herzchirurgie erahnte, einiges Aufsehen mit einer Herzoperation, durch die er einen an einem Messerstich lebensgefährlich im Herz getroffenen Mann rettete. Ein weiterer Erfolg war es, als es Dietlein mit einer von ihm entwickelten Operationsmethode und mit Unterstützung seines Schwiegersohns, des Assistenzarztes Heinz Wachter, gelang, erstmals die Fruchtbarkeit eines im NS-Unrechtsstaat zwangssterilisierten Mannes wiederherzustellen. Der Mann zeugte noch fünf Kinder.
Als Beauftragter des Kölner Erzbischofs öffnete Dietlein folgende Schreine:
- 1932 St. Andreas, Köln, medizinisches Gutachten und Vermessung des Albertus Magnus
- Minoritenkirche, Köln, Öffnung des Sarkophages des Johannes Duns Scotus
- St. Severin, Köln, Öffnung und medizinische Begutachtung des Hl. Severinus

Seit seinem Studium war er Mitglied der katholischen Studentenverbindung KStV Südmark München im KV.

## Ehrungen und Auszeichnungen
- Verdienstorden der Bundesrepublik Deutschland (Verdienstkreuz am Bande)
- Verdienstorden der Bundesrepublik Deutschland (Verdienstkreuz 1. Klasse, Übergabe durch Oberbürgermeister Theo Burauen, 1953)
- Komtur des päpstlichen Gregoriusordens, Übergabe durch Prälat Mühlenbrock
- Affiliierung beim Orden der minderen Brüder OFM offiziell für den Franziskanerorden-Pater Osmund (Prior in der Ulrichgasse)
- Die Grünfläche rund um St. Pantaleon wurde im Jahr 2022 in Max-Dietlein-Park benannt.[6][7]